# Полтавська сільська рада (Компаніївський район)
| Полтавська сільська рада — колишній орган місцевого самоврядування у Компаніївському районі Кіровоградської області з адміністративним центром у с. Полтавка. Сільській раді підпорядковані населені пункти: - с. Полтавка - с. Вербове - с. Долинівка |

## Колишні населені пункти
- Хутір Полтавський В часі штучного винищення голодом 1932—1933 років загинуло 9 осіб.[1]

## Склад ради
Рада складається з 14 депутатів та голови.

### Керівний склад ради
| ПІБ                         | Основні відомості                                                               | Дата обрання | Дата звільнення |
| --------------------------- | ------------------------------------------------------------------------------- | ------------ | --------------- |
| Носенко Алла Янісівна       | Сільський голова, 1967 року народження, освіта, член народної партії            | 26.03.2006   | 31.10.2010      |
| Гвоздик Віктор Анатолійович | Сільський голова, 1967 року народження, освіта середня спеціальна, безпартійний | 31.10.2010   |                 |

Примітка: таблиця складена за даними джерела

## Населення
Згідно з переписом УРСР 1989 року чисельність наявного населення сільської ради становила 915 осіб, з яких 408 чоловіків та 507 жінок.
За переписом населення України 2001 року в сільській раді мешкало 825 осіб.

### Мова
Розподіл населення за рідною мовою за даними перепису 2001 року:
| Мова       | Відсоток |
| ---------- | -------- |
| українська | 94,80 %  |
| молдовська | 1,93 %   |
| російська  | 1,93 %   |
| болгарська | 0,48 %   |
| вірменська | 0,36 %   |
| білоруська | 0,24 %   |
| інші       | 0,26 %   |